# Савин, Виктор Маркиянович
Ви́ктор Маркия́нович Са́вин (13 февраля 1907, с. Завадовка (ныне Кировоградская область) — 9 июня 1971, Львов) — украинский советский живописец и график. Педагог. Член Союза художников СССР. Заслуженный деятель искусств УССР.

## Биография
Родился в семье учителя. В 1924—1927 годах обучался в Харьковской художественной профшколе и одновременно в Харьковском художественном институте (ныне Харьковская государственная академия дизайна и искусств). Ученик И. Дубасова, С. Прохорова, А. Кокеля.
С 1927 по 1929 год продолжил учёбу в живописной студии при ленинградском Центральном Доме искусств под руководством Е. Чепцова и И. Бродского.
С 1932 года участвовал в республиканских, всесоюзных и зарубежных художественных выставках. В 1959 году состоялась персональная ретроспективная выставка художника во Львовском музее украинского искусства.
До начала Великой Отечественной войны преподавал в Украинском полиграфическом институте в Харькове, доцент с 1939 г. После окончания войны, когда во Львове был создан новый полиграфический институт, правопреемник Харьковского института, В. Савин в 1946 г. переехал во Львов и продолжил преподавание.
Похоронен на Лычаковском кладбище во Львове.

## Творчество

Надгробие на могиле заслуженного деятеля искусств УССР В. Савина на Лычаковском кладбище во Львове

Работал в области станковой живописи и графики. Автор жанровых картин советской тематики, портретов (среди прочих И. Франко, Т. Шевченко, Н. Скрипника), созданием агитационных плакатов. Много и плодотворно работал в книжной графике. Им исполнены искусные иллюстрации к украинским сказкам, к трилогии «Шлях на Київ» С. Д. Скляренко, повестям, романам и рассказам Н. П. Трублаини.
Произведения В. Савина хранятся в Национальном музее во Львове, Кропивницком мемориальном музее им. М. Л. Кропивницкого, Харьковском художественном музее, в Алупкинского дворца, в галереях и частных коллекциях на Украине и за рубежом.

## Избранные картины
- «Игра в шашки» (1948)
- «ВУЗ окончил» (1955)
- «Цитадель Кармелюка» (1956)

## Награды
- Заслуженный деятель искусств УССР (1964)
- Почётная грамота Президиума Верховного Совета УССР.